# Associazione Calcio Abbiategrasso 1942-1943
Questa voce raccoglie le informazioni riguardanti l'Associazione Calcio Abbiategrasso nelle competizioni ufficiali della stagione 1942-1943.

## Rosa
| N. |                   | Ruolo | Calciatore        |
| -- | ----------------- | ----- | ----------------- |
|    | Italia (bandiera) | D     | F. Ballabio       |
|    | Italia (bandiera) | A     | Ennio Bertoglio   |
|    | Italia (bandiera) | A     | C. Brusati        |
|    | Italia (bandiera) | D     | Luciano Buscaglia |
|    | Italia (bandiera) | A     | Pietro Buscaglia  |
|    | Italia (bandiera) | A     | Mario Calappi     |
|    | Italia (bandiera) | P     | G. Celli          |
|    | Italia (bandiera) | A     | A. Conto          |
|    | Italia (bandiera) | D     | R. Cozzi          |
|    | Italia (bandiera) | A     | Luigi Fava        |
|    | Italia (bandiera) | D     | Giuseppe Favoti   |
|    | Italia (bandiera) | A     | Aldo Foglio       |

| N. |                   | Ruolo | Calciatore       |
| -- | ----------------- | ----- | ---------------- |
|    | Italia (bandiera) | C     | A. Galli         |
|    | Italia (bandiera) | C     | U. Luossi        |
|    | Italia (bandiera) | A     | Giorgio Magnaghi |
|    | Italia (bandiera) | C     | Carlo Mereghetti |
|    | Italia (bandiera) | D     | Luigi Riboni     |
|    | Italia (bandiera) | A     | P. Rossi         |
|    | Italia (bandiera) | C     | Carlo Sgobbi     |
|    | Italia (bandiera) | C     | Donato Tosi      |
|    | Italia (bandiera) | C     | Cesare Vergani   |
|    | Italia (bandiera) | A     | Franco Zanetti   |
|    | Italia (bandiera) | P     | M. Zorzan        |
|    | Italia (bandiera) | A     | A. Zweifel       |